# المدرسة الوطنية لعلوم الإعلامية
المدرسة الوطنية للعلوم الاعلامية ENSI وهي من المدارس الهندسية بتونس في مجال تكنولوجيا المعلومات والاتصالات. تعنى بتكوين مهندسين في عدة اختصاصات في مجال العلوم الإعلامية. تأسست المدرسة سنة 1984م ويقع مقرها حاليا في المركب الجامعي بولاية منوبة.

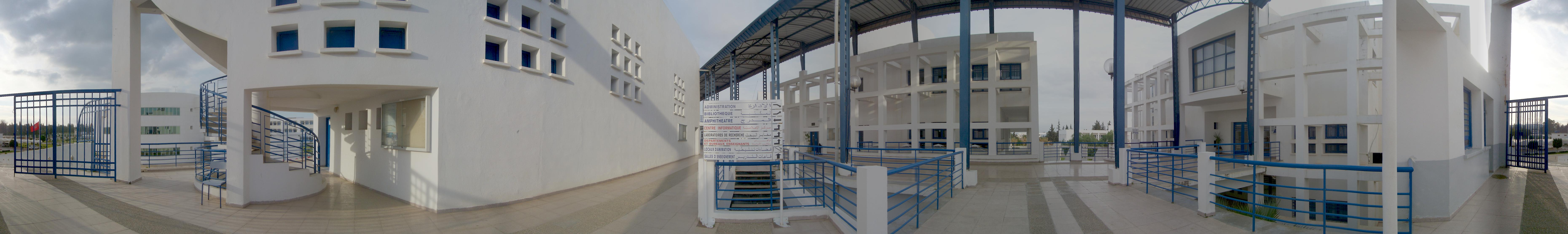
مدخل المدرسة الوطنية لعلوم الاعلامية

## مرحلة تكوين المهندسين
تمكن المدرسة طلبتها من شهادة وطنية ذات قيمة عالية لمهندس في العلوم الإعلامية بعد ثلاث سنوات من التكوين والدراسة يتم من خلالها تقييم الطالب بصفة مستمرة ودائمة. ويتوجه إلى هذه المدرسة الطلبة الناجحون في المناظرة الوطنية للدخول إلى مرحلة تكوين المهندسين حسب رتبهم أو الطلبة الأوائل المتحصلون على إجازة من المدارس التقنية في علوم الإعلامية.

## المديرين المتعاقبين عليها
- 1984 - 1990: محمد بن أحمد
- 1991 - 1993: منتصر والي
- 1994 - 1999: فاروق كمون
- 2000 - 2002: عبد الحميد بن يوسف
- 2002 - 2008: خالد غديرة
- 2008 - 2011: ليلى عزوز سعيدان
- 2011 - 2014: عبد الفتاح بلغيث
- 2014: ليلى عزوز سعيدان
- 2014 - 2017: فوزي غربال
- 2017 - ؟: نرجس بالأمين بن سعود